# Avenida Bernardo Ader
La avenida Bernardo Ader es una importante arteria del oeste de los municipios de San Isidro y Vicente López, en la zona norte del Gran Buenos Aires.

## Toponimia
El nombre de esta avenida homenajea a Bernardo Ader, un alsaciano que llegó a la Argentina durante la segunda mitad del siglo XIX, primo del barón Emilio Bieckert. Ader supo tener una chacra en lo que hoy son los barrios de Carapachay y Villa Adelina, en cercanías a esta avenida.

## Extensión
En el partido de San Isidro, se extiende de norte a sur entre las avenidas Avelino Rolón y Paraná, atravesando las localidades de Boulogne Sur Mer y Villa Adelina. La numeración comienza en el 1 y finaliza en el 1900, recorriendo 2,3 kilómetros en total. Es de doble circulación en casi toda su extensión.
En el partido de Vicente López, se extiende de sur a norte, entre las avenidas Luis María Drago, límite con el Partido de General San Martín, y Paraná, limítrofe con el Municipio de San Isidro, atravesando los barrios de Munro y Villa Adelina. Su numeración comienza en el 2200 y finaliza en el 4100, recorriendo 2,2 kilómetros. Es de doble circulación en toda su extensión.
La avenida continúa al sur, en el partido de General San Martín, con el nombre de 4 de Febrero, y hacia el norte, en el partido de San Isidro, con el nombre de Olazábal.

## Controversia por el cambio de nombre
Durante el año 2013, el tramo de la avenida dentro del municipio de Vicente López fue renombrada con el nombre Avenida Presidente Juan Domingo Perón, en honor al presidente homónimo, por una ordenanza aprobada por el Concejo Deliberante de este partido.
El cambio de denominación ha generado oposición dentro de los vecinos de Vicente López, quienes reclamaron la instauración del nombre anterior, en consonancia y recuerdo de don Bernardo Ader. Si bien el pionero Ader aún mantiene diversos hitos como la Torre Ader, que recuerdan su labor por la zona oeste del partido, la memoria de ello mediante la avenida es considerado como la mayor honra para con la familia Ader.
La oposición vecinal, ha suscitado diferentes iniciativas como la junta de firmas en pos de una derogación de la ordenanza n°31983. El Concejo Deliberante de Vicente López aprobó la moción y el intendente Jorge Macri abstuvo su poder de veto. La propuesta fue propulsada por el edil Carlos Arena. Para oponerse, los vecinos juntaron más de 6.000 firmas.
A causa de la negativa por parte de los vecinos, el 16 de mayo el Concejo Deliberante votó la derogación de la ordenanza que cambiaba el nombre de la Avenida por el de Presidente Juan Domingo Perón.
Así la Avenida mantiene el nombre de Bernardo Ader.

## Recorrido

### Partido de San Isidro

#### Boulogne Sur Mer
- 0-100: Sentido mano única
- 100-1900: Sentido doble mano
- 400: calle Thames

#### Villa Adelina
- 800: calle Perito Moreno
- 1400: calle Luis María Drago
- 1600: calle Soldado de Malvinas
- 1700: calle Ucrania
- 1800: calle El Indio
- 1900: Avenida Paraná. Fin de la avenida.

### Partido de Vicente López

#### Munro
- 2200: Avenida Luis María Drago
- 2400: calles Juan B. Ambrosetti y Neuquén
- 2900: Avenida Vélez Sársfield

#### Villa Adelina
- 3300: calle Montes de Oca
- 3500: calle Juan José Castelli, a 100 metros se encuentra la Torre Ader
- 3600: calle Domingo de Acasusso, terminal de colectivos de la línea 252
- 3800: calle Rafael Obligado
- 3900: calle Santiago del Estero
- 4000: calle Santa Fe
- 4100: Avenida Paraná. Fin de la Avenida.